# Relations entre le protestantisme et l'islam

L'Empire ottoman était frontalier des territoires chrétiens au sud-est de l'Europe, se trouvant ainsi au contact de minorités calvinistes, luthériennes et unitariennes. Cette carte montre l'expansion du protestantisme aux, sur fond des frontières étatiques actuelles.

Le protestantisme et l'islam sont entrés en contact dès le début du XVIe siècle, d'une part lorsque l'expansion de l'Empire ottoman dans les Balkans lui a fait rencontrer les communautés calvinistes présentes en Hongrie et Transylvanie actuelles, et d'autre part lorsque le contexte de l'avancée de l'Empire ottoman en Europe centrale a conduit d'abord Luther puis d'autres réformateurs protestants à s'intéresser à la religion musulmane. Malgré leur différence majeure et évidente en matière de christologie, les protestants et les musulmans ont rapidement établi des rapports de compréhension et de tolérance mutuelle, se considérant même parfois plus proches les uns des autres que du catholicisme. Rapprochés politiquement par leur opposition commune à l'Empereur romain germanique et à ses alliés catholiques, les deux groupes connaissent de nombreux échanges, donnant lieu à l'exploration de leurs similarités religieuses et des possibilités de commerce et d'alliance militaire.
En effet, la poussée ottomane en Europe orientale a conduit l'empereur Charles Quint à y consacrer l'essentiel de ses forces militaires et à signer la Paix de Nuremberg avec les princes protestants, puis à accepter la Paix de Passau et la Paix d'Augsbourg, ce qui revenait à reconnaître formellement l'existence du protestantisme en Allemagne et à renoncer à son éradication par la force. De plus, l'Empire ottoman s'est avéré tolérant à l'égard des populations chrétienne et juive dans ses territoires, alors que le roi d'Espagne ne tolérait pas la religion protestante. Divers groupes religieux, tels que des huguenots, certains anglicans, quakers, anabaptistes ou même des jésuites ou des capucins, ont ainsi pu trouver refuge dans l'Empire ottoman, où ils ont obtenu droit de résidence et liberté de culte. Le pouvoir ottoman a protégé les calvinistes en Transylvanie et en Hongrie, et contribué à leur survie dans des temps difficiles. De nombreuses tentatives d'alliance entre d'une part les grandes puissances musulmanes (l'Empire ottoman et le royaume du Maroc), et d'autre part les puissances protestantes (Pays-Bas, Angleterre) ont émaillé les XVIe et XVIIe siècles.
Les relations devinrent moins amicales pendant la suite de la période moderne, notamment en raison de la persistance de la piraterie maritime et de la capture de chrétiens par les pirates pour alimenter les marchés d'esclaves orientaux. Aux XIXe et XXe siècles, le développement des activités missionnaires chrétiennes en terre d'islam a également été source de tension et de réaction de la part des musulmans, dont la création de la Société des Frères musulmans. Des initiatives de dialogue et de rapprochement ont vu le jour au XXIe siècle.
En termes de religion comparée, il existe des similarités intéressantes, particulièrement entre l'islam sunnite et le protestantisme, tandis que l'islam chiite est souvent cité comme plus proche du catholicisme,.

## Développement historique des relations islamo-protestantes

### Position des réformateurs sur l'islam
Dans son pamphlet de 1528 intitulé De la guerre contre les Turcs, écrit alors que le catastrophique siège de Vienne se profile à l'horizon, Martin Luther appelle les Allemands à résister à l'invasion ottomane de l'Europe, mais il exprime des opinions relativement modérées sur l'islam, notamment en comparaison de son discours virulent contre le catholicisme (voire plus tard contre le judaïsme).
Dans cet ouvrage, Luther, qui est centré sur sa prédication sur la damnation et la justification par la foi, critique d'abord longuement les principes de l'islam, estimant que le Coran est dépourvu de toute parcelle de vérité divine. Pour lui, si « le pape est l’esprit de l’antéchrist, le Turc est la chair de l’antéchrist » ; se présentant à visage découvert, le Turc est donc le moins dangereux des deux, sans être intrinsèquement meilleur. Les connaissances de Luther sur le sujet étaient basées sur la Réfutation du Coran, un ouvrage médiéval polémique écrit vers 1300 par le dominicain Ricoldo da Monte Croce, qui était alors la référence européenne en la matière. En 1542, réalisant l'insuffisance de sa documentation après avoir traduit cet ouvrage, Luther écrivit une lettre au conseil municipal de Bâle pour lever l'interdiction qui pesait sur la traduction du Coran en latin par l'érudit thurgovien Theodor Buchmann, dit Bibliander. Grâce à cette intervention, la traduction de Bibliander peut paraître en 1543, avec une préface de Martin Luther lui-même. Ayant ainsi eu accès à une traduction plus précise du Coran, Luther comprend que certaines des critiques de Ricoldo sont partiales, mais il demeure néanmoins d'accord avec la plupart d'entre elles. Au fond, Martin Luther considère surtout les Ottomans comme des alliés contre la papauté, et comme « le bras armé de la colère de Dieu contre les péchés de l'Europe. » Bibliander souligne quant à lui que Mahomet, présenté comme l'Antéchrist dans les écrits chrétiens (souvent inspirés par les chrétiens orientaux), s'avère particulièrement respectueux envers Jésus et plus proche des valeurs chrétiennes que beaucoup d'auteurs ou philosophes païens.

La conviction de Luther est aussi d'appliquer à l'islam la même tolérance que celle accordée aux autres religions : 

« Laissons le Turc croire et vivre comme il l'entend, tout comme on laisse vivre la papauté et les autres faux chrétiens. »

— Extrait de De la guerre contre les Turcs, 1529.
 Pour lui, laisser le Coran « parler de lui-même » permet de mettre en lumière les écarts entre l'islam et le christianisme et d'apporter ainsi aux musulmans une réponse chrétienne appropriée.
Martin Luther est également cité comme ayant dit : « Un Turc intelligent est un meilleur prince qu'un chrétien stupide. »
D'autres auteurs, par exemple le philosophe et théoricien politique réformé Jean Bodin, soulignent la tolérance exercée par le sultan Mourad III : 

« Le grand empereur des Turcs honore et observe avec autant de dévotion qu'aucun prince au monde la religion qu'il a reçue de ses ancêtres, et pourtant il ne déteste pas les religions étranges des autres, mais au contraire il permet à chaque homme de vivre selon sa conscience : oui, et c'est plus que cela, près de son palais à Pera, il souffre quatre religions différentes, à savoir : celle des Juifs, celle des Chrétiens, celle des Grecs, et celle des Mahométans. »

— Jean Bodin.

### Débuts de l'islamologie
Après la publication du travail magistral de Bibliander, les savants protestants se rendirent compte que la langue arabe était au fond assez proche de l’hébreu biblique. Bibliander et ses disciples redonnèrent ainsi des lettres de noblesse aux écrits musulmans, les mettant a priori au même niveau que ceux de l’Antiquité païenne dont l'université médiévale faisait traditionnellement l'étude détaillée. Mahomet se trouvait ainsi réinséré dans l’histoire de l’Église chrétienne, fût-ce sous forme d'une hérésie. En un siècle, des intellectuels protestants vont alors développer une véritable discipline scientifique d'étude de la langue arabe et de l'islam, les savants catholiques continuant quant à eux à se référer aux auteurs chrétiens orientaux.
C’est à l'université de Leyde que les études orientales prirent, à partir de 1593, un essor spectaculaire sous la direction de l'érudit franco-italien et protestant réformé Joseph Scaliger. Dès son arrivée sur place, il y organisa l'étude et l’enseignement de l’arabe et du Coran. Même si l'objectif de la réfutation de l'islam restait en toile de fond, la philologie et l'approche scientifique étaient privilégiées. Scaliger et ses disciples se piquaient d'ailleurs également de mathématiques. Son plus grand disciple fut Thomas van Erpe, dit Erpenius. Élevé à la dignité de professeur en 1613, il produisit une grammaire arabe qui fit autorité durant deux siècles, créa une imprimerie en caractères arabes, traduisit le Pentateuque en arabe… Son œuvre fut poursuivie par Jacob Gool dit Golius, qui produisit de nombreuses éditions de livres arabes et publia un dictionnaire en 1653. Golius, qui était aussi ingénieur, profita des efforts de rapprochement diplomatique entre les puissances protestantes et musulmanes (voir paragraphe suivant) pour voyager longuement au Proche-Orient et au Maghreb. En 1622, alors qu'il accompagnait la délégation des Provinces-Unies au Maroc, il étudia les possibilités de construction d’un port près d’Agadir et il put acquérir plusieurs manuscrits à Marrakech. Il voyagea aussi en Syrie et aux alentours, puis résida à Constantinople (il maîtrisait également le persan et le turc) et en revint avec des dizaines de manuscrits. Il déposa plus deux cents manuscrits à la bibliothèque de l’université de Leyde, en complément de ceux réunis par Scaliger et Ersenius. « En un demi-siècle, ces trois savants protestants réformés avaient fait de Leyde « La Mecque des études arabes », » dotée d'un fonds oriental ancien inégalé.
Par la suite, le philologue zurichois Johann Hottinger complétera ces débuts scientifiques avec ses monumentales Archeologia orientalis (1662) et Historia orientalis. Cette dernière étudie en détail la vie du Prophète et raccorde les origines de l’islam avec le judaïsme, le christianisme ancien et le paganisme antique.
Les premiers Corans imprimés mis à la disposition des savants seront produits par des érudits protestants : les Allemands Abraham Hinckelmann (en), puis Gustave Leberecht Flügel.

### Efforts de rapprochement diplomatique
Les Ottomans se sentaient également plus proches des protestants que des catholiques. En 1574, Soliman le Magnifique a ainsi écrit aux « membres de la secte luthérienne en Flandre et en Espagne », affirmant qu'il se sentait proche d'eux, « puisqu'ils n'adoraient pas d'idoles, croyaient en un seul Dieu et luttaient contre le pape et l'empereur »,.

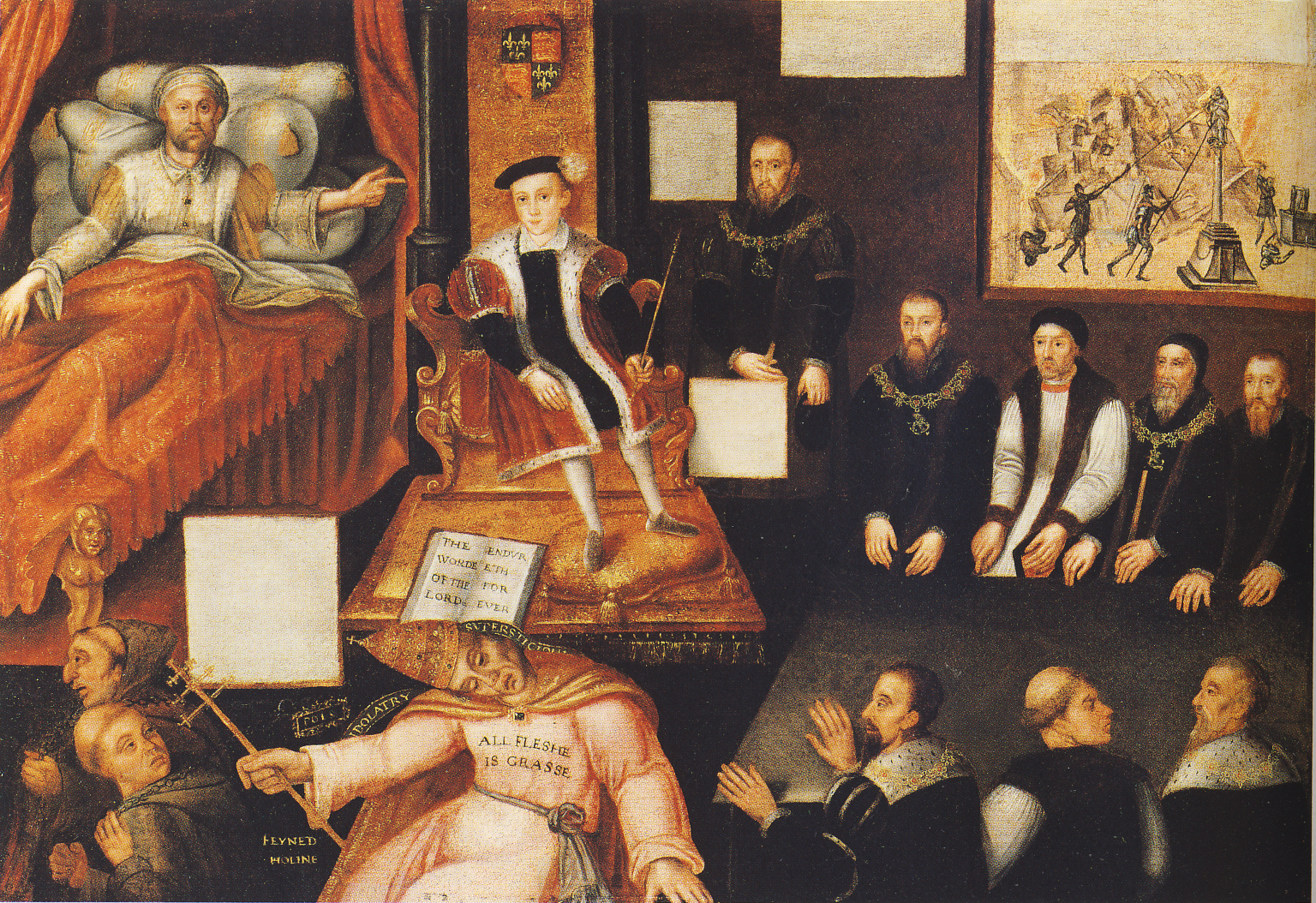
Peinture anti-catholique montrant l'opposition entre le roi d'Angleterre Édouard VI et le Pape (datation : entre 1547 et 1570).

Cette notion de similitudes religieuses a été reprise dans les échanges épistolaires entre Élisabeth Ire d'Angleterre et le sultan Mourad III. Dans l'une de ces correspondances, Mourad estime que l'islam et le protestantisme ont « beaucoup plus en commun que l'un ou l'autre avec le catholicisme romain, car tous deux rejettent le culte des idoles », et plaide pour une alliance entre l'Angleterre et l'Empire ottoman.
Dans sa lettre de 1574, Mourad III prend la peine de mettre en lumière les points d'accord entre les principes protestants et musulmans :

« Quant à vous, vous n'adorez pas les idoles, vous avez banni les idoles, les portraits et les "cloches" des églises, et vous avez déclaré votre foi en affirmant que Dieu tout-puissant est unique et que le saint Jésus est son prophète et son serviteur, et maintenant, de tout votre cœur et de toute votre âme, vous recherchez et désirez la vraie foi ; mais l'incrédule qu'ils appellent Papa ne reconnaît pas son Créateur comme étant unique, attribuant la divinité au saint Jésus (la paix soit sur lui !), et adorant les idoles et les images qu'il a fabriquées de ses propres mains, jetant ainsi le doute sur l'unicité de Dieu et incitant combien de serviteurs à suivre cette voie de l'erreur. »

— Lettre du sultan Mourad III aux "Membres de la secte luthérienne en Flandres et en Espagne" (1574).
Ces déclarations étaient bien sûr faites sur fond de considérations politiques, afin de créer un terrain favorable à la conclusion d'alliances. La reine Elizabeth fait elle aussi des efforts pour minimiser les différences et faciliter les relations avec les Ottomans. Dans sa correspondance avec le sultan Mourad, elle met en avant le monothéisme et l'opposition à l’idolâtrie de sa propre religion, se décrivant elle-même comme :

« Elisabeth, par la grâce du Dieu le plus puissant, le triple et pourtant singulier Créateur du Ciel et de la Terre, Reine d'Angleterre, de France et d'Irlande, le plus invincible et le plus puissant défenseur de la foi chrétienne contre tous les l'idolâtrie de ces indignes qui vivent parmi les chrétiens et professent faussement le nom de Christ »

— Lettre d’Élisabeth Ire à Mourad III.
En échange d'une intervention de Mourad III pour libérer certains de ses sujets retenus comme esclaves dans les galères turques, elle assure le sultan qu'elle implorera « Dieu (qui seul est au-dessus de toutes choses et de tous les hommes, et est un vengeur le plus sévère de toute idolâtrie, et est jaloux de son honneur contre les faux dieux des nations) pour accorder à Votre Altesse Impériale très invincible avec toutes les belles bénédictions de ces dons, qui seuls et à juste titre, sont considérés comme les plus dignes d'être demandés. »

### Coopération militaire contre Charles Quint

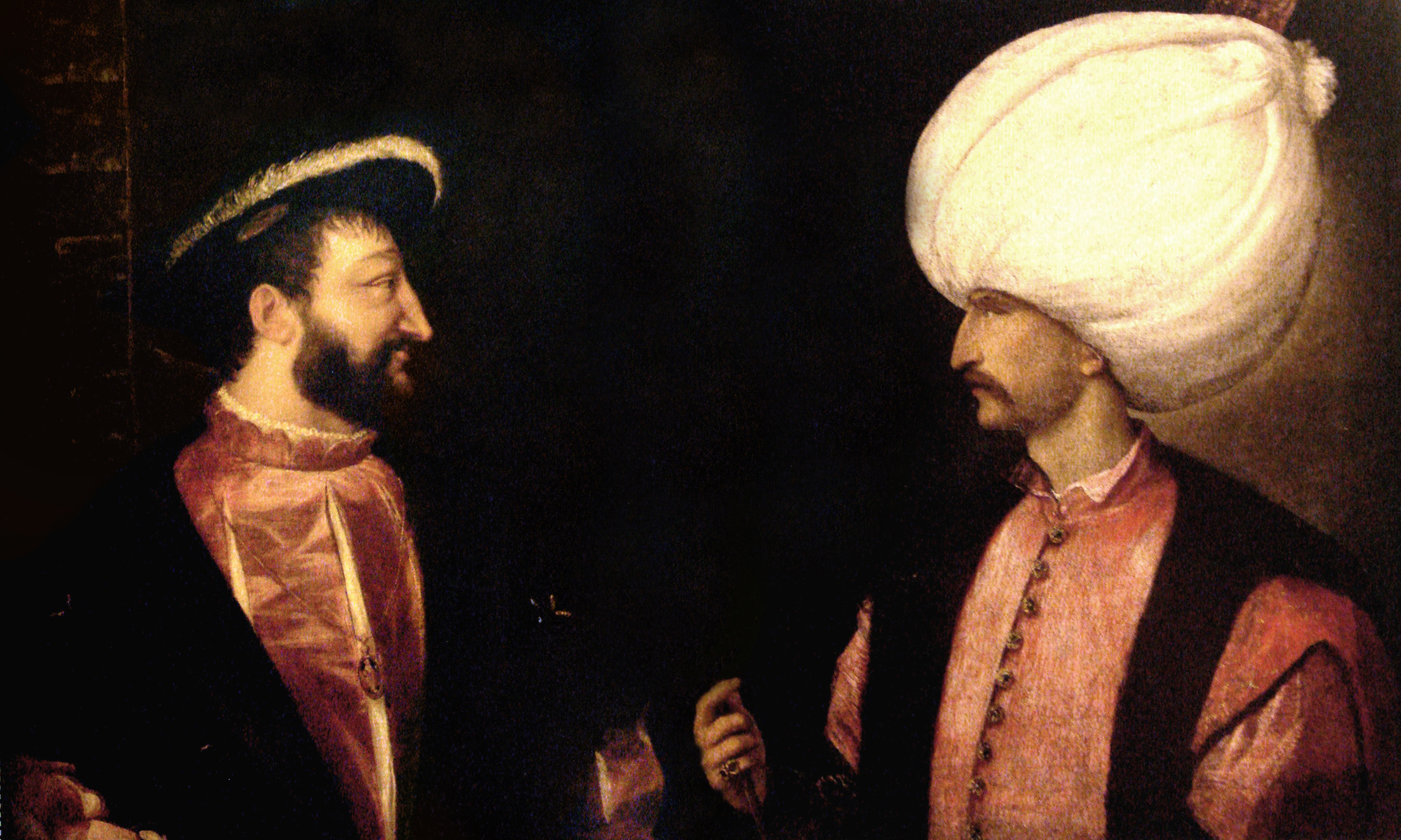
(gauche) et Soliman le Magnifique (droite) inaugurèrent une alliance franco-ottomane à partir des années 1530. Soliman proposa également un soutien militaire aux "Luthériens" des Flandres.

La coopération militaire entre l'Empire ottoman et les puissances européennes a véritablement débuté avec l'alliance franco-ottomane de 1535. Cette alliance a apporté un soutien stratégique au royaume de France et l'a efficacement protégé des ambitions de Charles Quint. Elle a également permis à l'Empire ottoman de s'impliquer dans la diplomatie européenne et de gagner en prestige dans ses possessions européennes. Malgré la forte propagande contre les actions de la France et son alliance « impie » avec une puissance musulmane, les conséquences de l'alliance franco-ottomane furent considérables : « L'alliance ottomane avait puissamment contribué à sauver la France de l'emprise de Charles Quint, elle avait certainement aidé le protestantisme en Allemagne et, du point de vue français, elle avait sauvé les alliés allemands de François Ier. » Les activités militaires incessantes de l'Empire ottoman dans le quart sud-est de l'Europe sont vraisemblablement le facteur explicatif principal de la survie du luthéranisme en dépit de la forte opposition de Charles Quint, avec la conclusion de la Paix d'Augsbourg en septembre 1555.
Même après la bataille de Lépante (1571), les Ottomans ont continué à soutenir la France, les Hollandais et les Anglais après 1580, ainsi que les protestants et les calvinistes, afin de contrer les tentatives de suprématie des Habsbourg en Europe.

### La révolte des Pays-Bas et l'islam

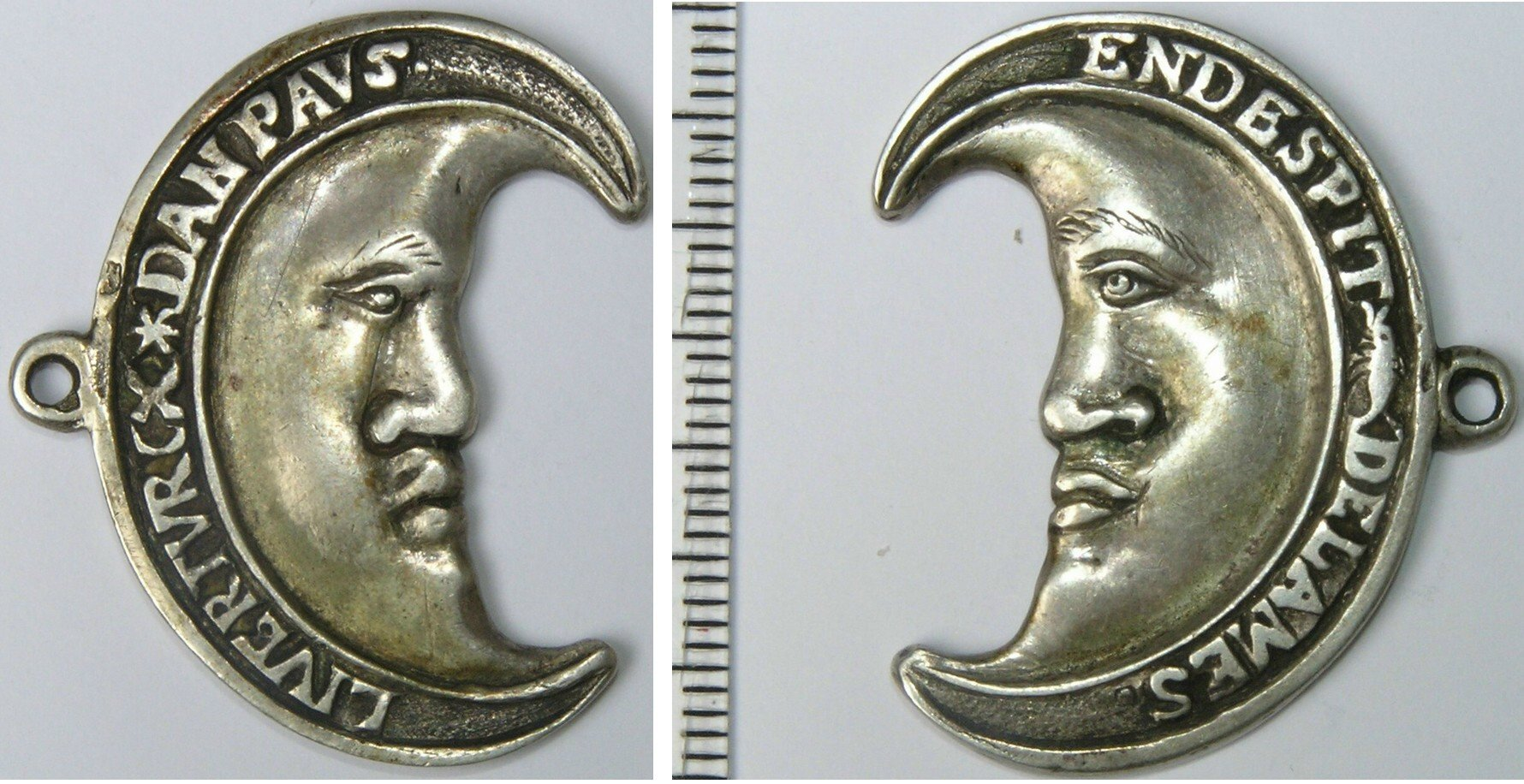
Une médaille en forme de croissant de lune des Gueux de mer néerlandais avec cette devise : "Liver Turcx dan Paus" ("Plutôt le Turc que le Pape"), 1570.

Bien qu'ils aient été en principe hostiles à l'islam, les protestants néerlandais ont conclu un certain nombre d'alliances avec les Ottomans.
La révolte des Gueux, connue en néerlandais sous le nom de Nederlandse Opstand (« révolte des Pays-Bas »), est un soulèvement des protestants des Pays-Bas espagnols contre le roi d'Espagne Philippe II. Ce soulèvement, rejoint par le prince Guillaume d'Orange qui en prend la tête, marque le début de la guerre de Quatre-Vingts Ans (1568-1648), qui aboutira à l'indépendance des Provinces-Unies.
La révolte contre les Espagnols prend d'abord si mauvaise tournure que les Néerlandais cherchent des appuis partout, « même chez les Turcs » comme l'écrivait le secrétaire du prince Jean VI de Nassau, et, de fait, les campagnes des Ottomans en Méditerranée leur apportèrent un répit bienvenu. Guillaume d'Orange-Nassau écrivait ainsi en 1565 : 

« Les Turcs sont très menaçants, ce qui implique, nous le croyons, que le roi ne viendra pas aux Pays-Bas cette année. »

— Lettre de Guillaume d'Orange à son frère, vers 1565.
Cette même année, les Néerlandais espéraient que le siège de Malte permettrait aux Ottomans d'envahir ensuite l'Espagne et que cela constituerait une opportunité pour obtenir des concessions de la couronne espagnole.
Les contacts deviennent ensuite plus directs. Aucune autre puissance européenne ne voulant l'aider, Guillaume d'Orange envoie en 1566 des ambassadeurs demander de l'aide à l'Empire ottoman . Ainsi, « la cause hollandaise se vit offrir un soutien actif, assez paradoxalement, uniquement par les Turcs ottomans. » L'un des principaux conseillers du sultan, Joseph Miques, duc de Naxos, envoya une lettre aux calvinistes d'Anvers dans laquelle il promettait que « les forces des Ottomans frapperaient bientôt si durement les affaires de Philippe II qu'il n'aurait même pas le temps de penser à la Flandre. » La mort de Soliman le Magnifique, en 1566, a cependant empêché les Ottomans d'offrir le soutien attendu. En 1568, Guillaume d'Orange demande à nouveau aux Ottomans d'attaquer l'Espagne, sans succès. La révolte des Pays-Bas de 1566 à 1568 se traduit finalement par un échec militaire, en grande partie à cause du manque de soutien étranger.

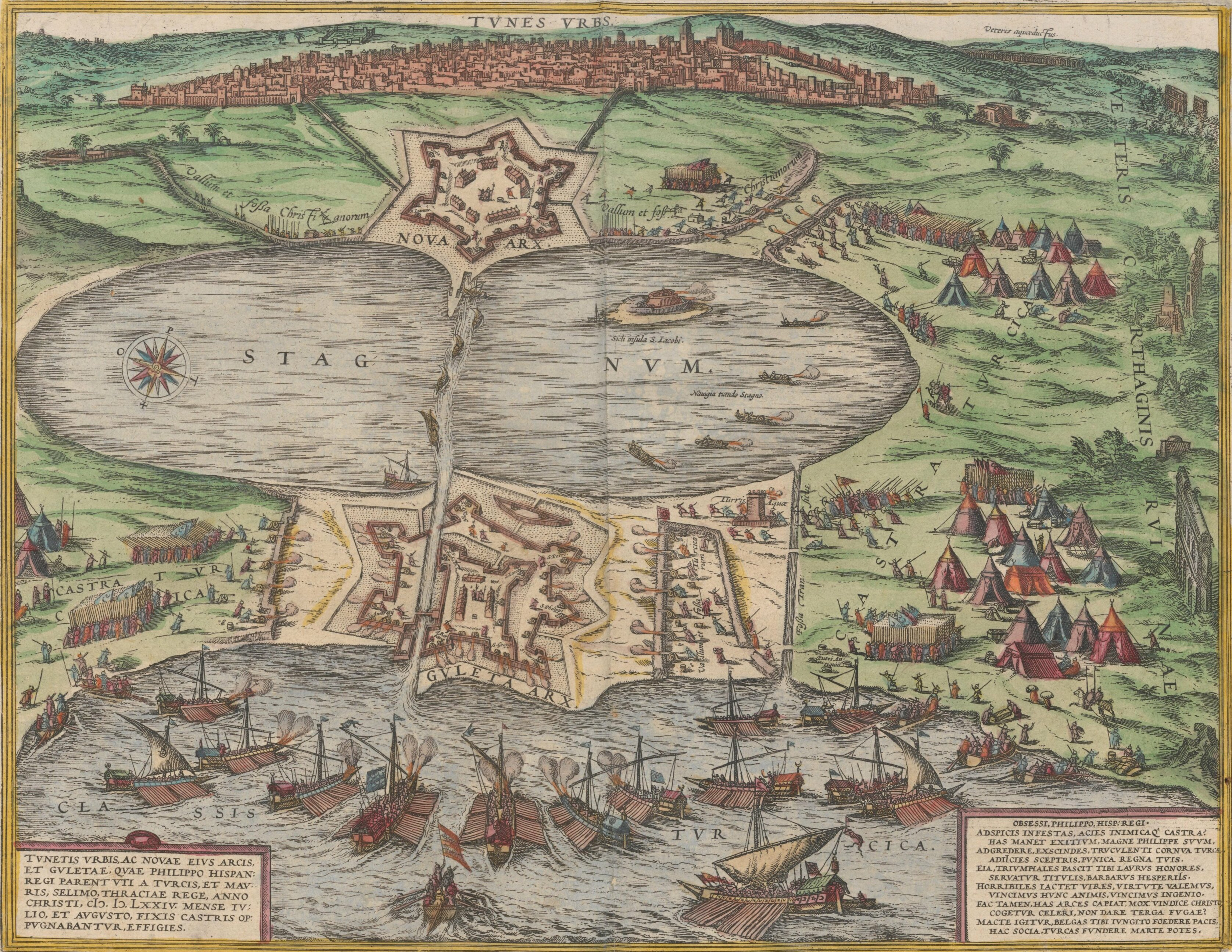
La flotte ottomane devant Tunis lors de leur conquête en 1574.

En 1572, la guerre reprend avec la prise du port de Brielle par les « gueux de mer » (1er avril). Ceux-ci ont adopté le slogan Liever Turks dan Paaps ("plutôt turc que papiste"). Leur bannière portait un croissant de lune sur fond rouge similaire à celui des Turcs. Ils indiquaient ainsi qu'il leur aurait été préférable de vivre sous le gouvernement du sultan ottoman plutôt que sous le régime intolérant du roi d'Espagne. Le noble flamand d'Esquerdes l'écrivit noir sur blanc :

« Je préférerais devenir un vassal des Turcs plutôt que de vivre contre sa conscience et d'être traité selon ces édits [anti-hérésie] »

— Lettre de d'Esquerdes.
Ce slogan avait bien entendu essentiellement une valeur rhétorique car il était à la fois peu vraisemblable et peu souhaitable qu'il puisse se concrétiser. Pour les révoltés, les Turcs restaient des hérétiques et cela suffisait à leur refuser une place plus centrale dans leur propagande.
En 1574, Guillaume d'Orange et le roi de France Charles IX, par l'entremise de son ambassadeur pro-Huguenot François de Noailles, évêque de Dax, essaient à nouveau d'obtenir le soutien du souverain ottoman Selim II. Celui-ci les assure de son soutien et leur envoie un messager, qui entreprend de mettre les Néerlandais en contact avec les rebelles morisques d'Espagne et avec les pirates d'Alger . Le sultan dépêche aussi une vaste flotte qui conquiert Tunis en octobre 1574, réduisant ainsi la pression espagnole sur les Pays-Bas et ouvrant la voie aux négociations dites de la Conférence de Breda. Toutefois, après la mort de Charles IX en mai 1574, les contacts se distendent. Les Ottomans soutiennent encore la révolte de 1575-1576 et établissent un consulat à Anvers, dit De Griekse Natie (la nation grecque), mais ils concluent une trêve avec l'Espagne et se concentrent sur leur conflit avec la Perse séfévide , avec laquelle commence la longue Guerre ottomano–persane (1578–1590).
L'apologète britannique William Rainolds (1544–1594) est l'auteur d'un pamphlet intitulé Calvino-Turcismus qui critique cette série de rapprochements.
Pour leur expansion coloniale, les Néerlandais se sont également alliés aux musulmans des Moluques pour en chasser les Portugais, et se sont montrés plutôt tolérants à l'égard de la religion musulmane dans leurs colonies indonésiennes après l'assujettissement final de Makassar en 1699.
Dès le début du XVIIe siècle, les ports néerlandais reçoivent de nombreux musulmans turcs ou perses, et les peintures néerlandaises les montrent déambulant dans les rues. Parmi les représentants officiels envoyés aux Pays-Bas se trouvent Zeyn-Al-Din Beg de l'Empire séfévide en 1607 et Ömer Aga de l'Empire ottoman en 1614. Comme les Vénitiens et les Gênois avant eux, les Néerlandais et les Britanniques établissent un réseau de commerce en Méditerranée orientale et des relations régulières avec le Golfe persique. De nombreux peintres néerlandais se rendent à Ispahan, en Iran, pour y travailler.

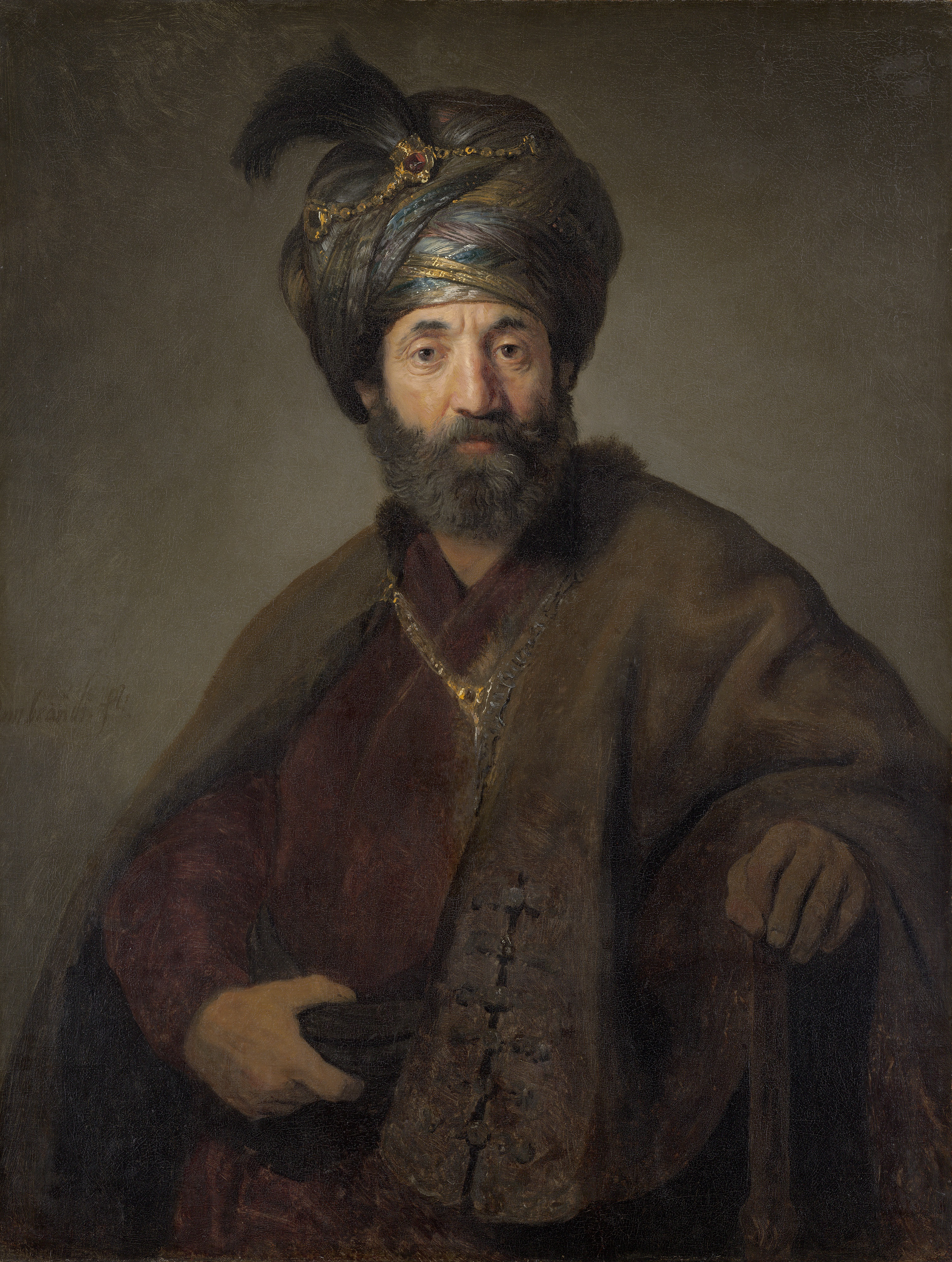
Homme en costume oriental (Rembrandt, 1635).

À partir de 1608, le marchand juif marocain Samuel Pallache sert d'intermédiaire dans la négocation d'une alliance entre la Maroc et les Pays-Bas. En 1613, l'ambassadeur marocain Al-Hajari conduit des pourparlers à la Haye avec le prince Maurice d'Orange-Nassau en vue d'une alliance entre la République des Provinces-Unies, l'Empire ottoman, le Maroc et les Morisques, contre leur ennemi commun, l'Espagne. Ses mémoires mentionnent la discussion d'une offensive coordonnée contre l'Espagne, ainsi que les justifications religieuses de cette entente entre islam et protestantisme : 

« Leurs maîtres [Luther et Calvin] les ont mis en garde [les Protestants] contre le Pape et les adorateurs des Idoles ; ils leur ont également dit de ne pas haïr les musulmans parce qu'ils sont l'épée de Dieu dans le monde contre les adorateurs d'idoles. C'est pourquoi ils se rangent du côté des musulmans. »

— Al-Hajari, Le livre du protecteur de la religion contre les incroyants
Pendant la Guerre de Trente Ans (1618–1648), les Néerlandais renforcent leurs contacts avec les Morisques contre l'Espagne.

### Les huguenots et l'islam
Les protestants français, ou huguenots, sont également entrés en contact avec les Morisques dans les années 1570 pour préparer des projets anti-espagnols. Autour de 1575, un plan d'attaque combinée contre l'Aragon est établi impliquant les révoltés morisques aragonais et les Béarnais sous le commandement d'Henri de Navarre, avec l'accord du roi d'Algers et de l'Empire ottoman, mais ces projets seront stoppés par l'arrivée du prince Juan d'Autriche en Aragon et le désarmement des Morisques,. En 1576, une flotte ottomane devait débarquer entre Murcie et Valence tandis que les huguenots entreraient dans le pays par le nord et que les Morisques lanceraient leur rébellion, mais la flotte ottomane ne fut pas au rendez-vous.
Dans un contexte bien différent, le galérien protestant Jean Marteilhe rapporte que, parmi ses compagnons d'infortune, les Turcs et autres musulmans étaient les compagnons les plus compréhensifs et les plus attentionnés, « témoignant tant d’affection pour ceux de notre religion, qu’ils appelaient leurs frères en Dieu, que j’en fus touché jusqu’aux larmes. […] Ce sont ces gens que les chrétiens nomment barbares et qui, dans leur morale, le sont si peu qu’ils font honte à ceux qui leur donnent ce nom. »

### Alliance entre le Maroc et l'Angleterre

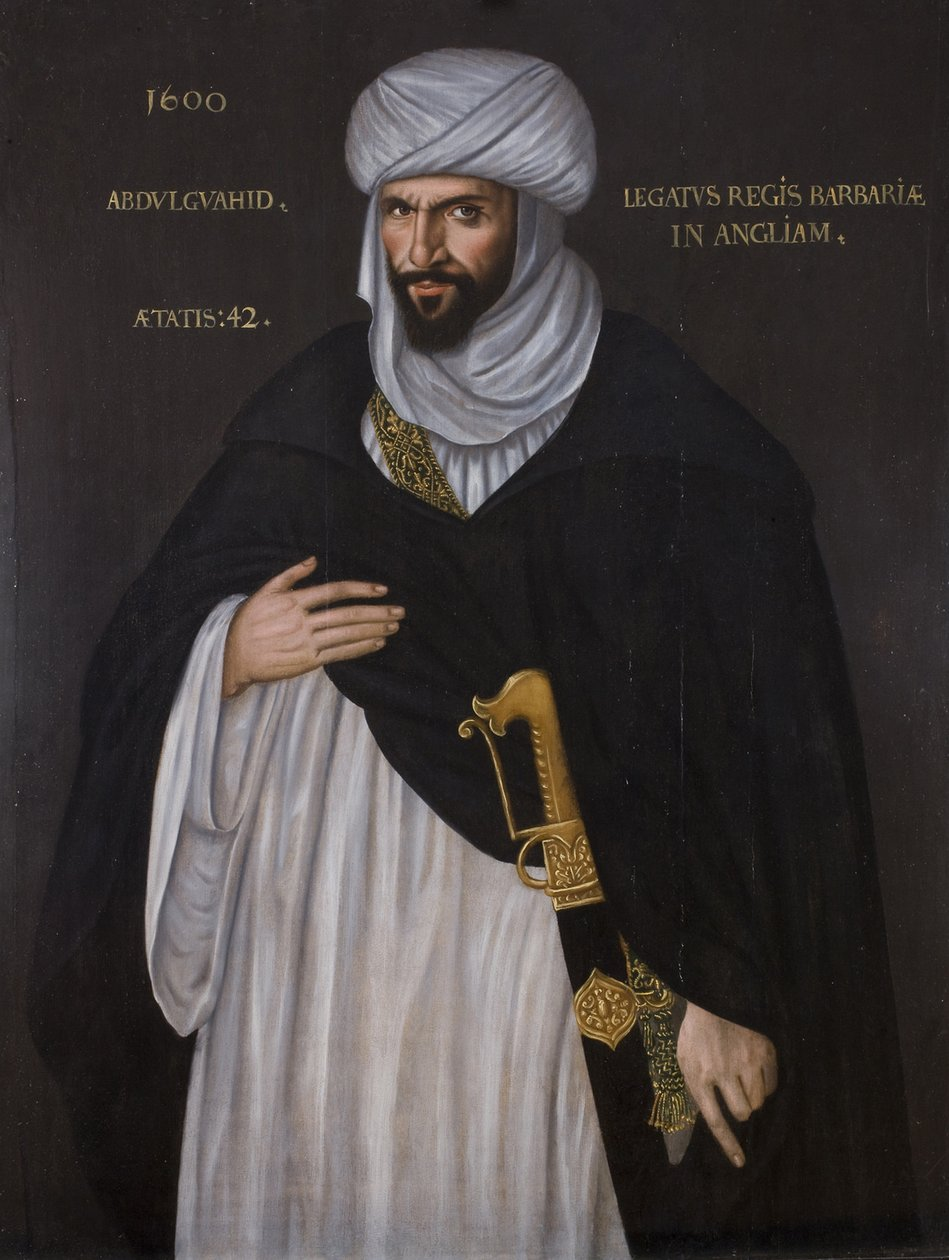
Abd el-Ouahed ben Messaoud, ambassadeur du Maroc à la cour d'Angleterre en 1600.

Après l'expédition du The Lion de Thomas Wyndham en 1551, et l'établissement en 1585 de la société de commerce Barbary Company, le commerce se développa entre l'Angleterre et les États barbaresques, c'est-à-dire essentiellement le Maroc,. Des relations diplomatiques et un traité d'alliance furent également établis. Ce commerce était très défavorable à l'Espagne car il incluait des armes et des munitions, du bois d'œuvre et des métaux en échange contre du sucre. Ce commerce se faisant au mépris d'un interdit pontifical (évidemment sans valeur aux yeux de la reine Elisabeth Ire), le nonce apostolique en Espagne estimait que : "il n'y a aucun mal qui n'ait été conçu par cette femme qui, c'est parfaitement clair, a assisté Mulocco (Abd-el-Malek) en lui fournissant des armes et particulièrement de l'artillerie."
En 1600, Abd el-Ouahed ben Messaoud, secrétaire principal du roi du Maroc Mouley Ahmed al-Mansour, rend visite à la cour d'Angleterre en tant qu'ambassadeur auprès de la reine Elisabeth Ire,. Il y reste six mois pour négocier une alliance contre l'Espagne,. Le Maroc proposait d'aider une flotte anglaise à envahir l'Espagne mais Elisabeth Ire refusa, acceptant néanmoins l'ambassade comme message d'assurance et l'établissement d'accords commerciaux. Les deux souvenrains poursuivirent leurs discussions d'opérations militaires coordonnées. La reine Elizabeth demanda le paiement d'une avance de 100 000 livres pounds pour l'armement et l'envoi d'une flotte, et le roi Ahmed demanda l'envoi d'un navire à hauts bords pour percevoir cet argent. Les discussions se poursuivent pendant près de deux ans. Toutefois, elles n'aboutissent pas en raison du décès des deux souverains.

### Collaboration entre l'Empire ottoman et l'Angleterre

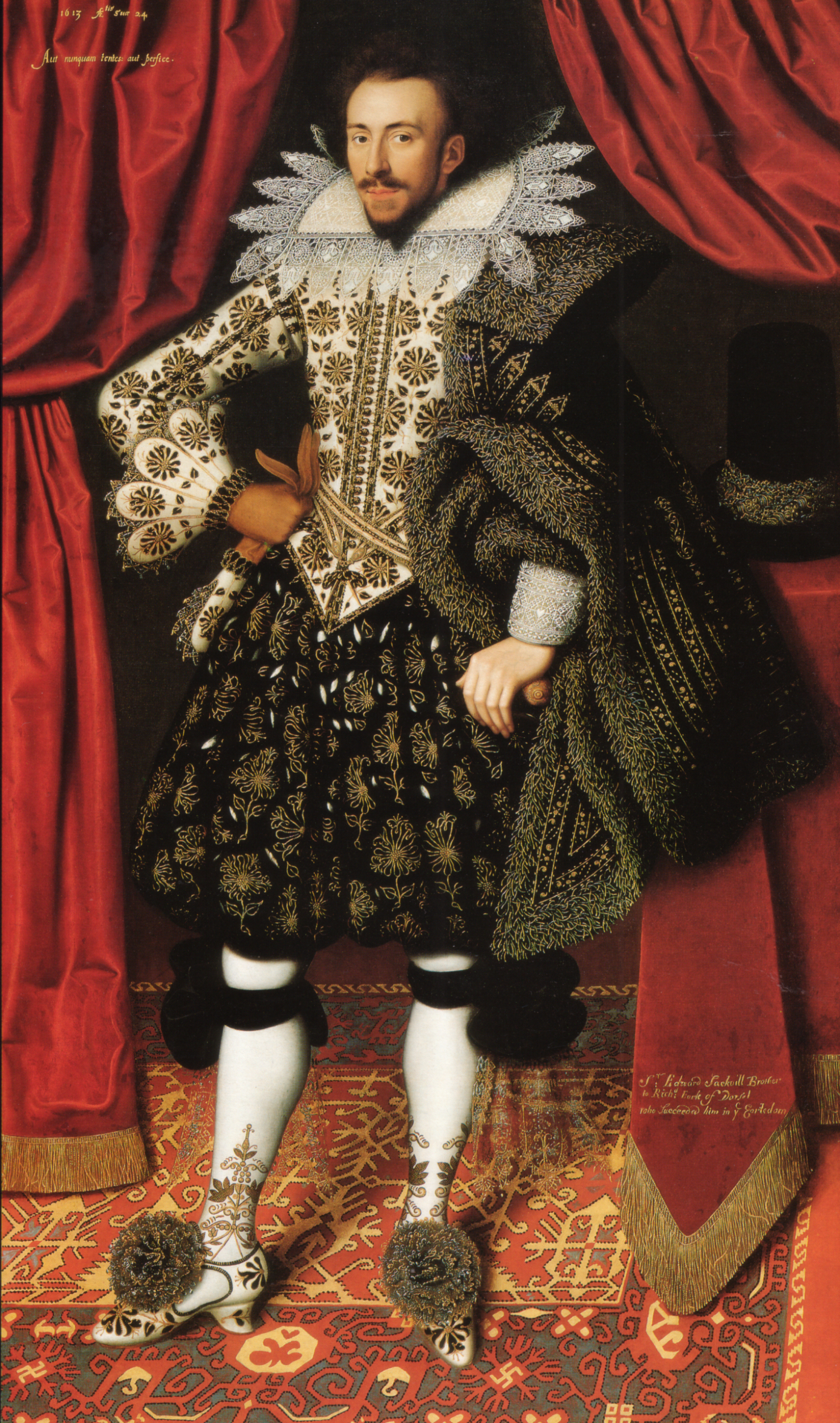
Les tapis ottomans étaient un décor populaire dans les peintures anglaises du XVIIe siècle. Ici, Richard Sackville, 3e comte de Dorset, portraituré par William Larkin en 1613, se tient sur un tel tapis.

Les relations diplomatiques avec l'Empire ottoman ont été établies sous le règne d'Élisabeth Ire, avec la création de la Compagnie du Levant et l'envoi du premier ambassadeur anglais à la Sublime Porte, William Harborne, en 1578. De nombreux émissaires sont envoyés dans les deux sens et des échanges épistolaires ont lieu entre Élisabeth et le sultan Mourad III  (voir citations plus haut, au paragraphe « efforts de rapprochement »). Dans l'une de ces correspondances, Mourad estime que l'islam et le protestantisme ont « beaucoup plus en commun que le catholicisme romain, car tous deux rejettent le culte des idoles », et plaide en faveur d'une alliance entre l'Angleterre et l'Empire ottoman.
Au grand dam de l'Europe catholique, l'Angleterre exporte de l'étain, du plomb (pour la fonte des canons) et des munitions vers l'Empire ottoman, et Élisabeth discute sérieusement d'opérations militaires conjointes avec Mourad III lors du déclenchement de la guerre avec l'Espagne en 1585, alors que Francis Walsingham fait pression pour que l'Empire ottoman s'engage directement dans la lutte contre l'ennemi commun espagnol.
Les écrivains anglais de cette époque expriment fréquemment leur admiration pour les Turcs et l'Empire ottoman, le qualifiant de « majestueux et auguste » et de « nation la plus puissante d'Europe », ajoutant que les Turcs étaient « le seul peuple moderne, grand dans l'action - celui qui veut voir ces temps dans leur plus grande gloire, ne peut pas trouver une meilleure scène que la Turquie » et qu'ils avaient « une courtoisie incroyable ».
Après que la paix eut été conclue avec l'Espagne en 1604, des pirates anglais continuèrent à attaquer les navires de commerce chrétiens en Méditerranée sous la protection des gouvernements musulmans des États barbaresques, certains d'entre eux se convertissant à l'islam en cours de route. Cette pratique a été baptisée « piraterie anglo-turque »,,.

### Rôle des Ottomans en Transylvanie et en Hongrie

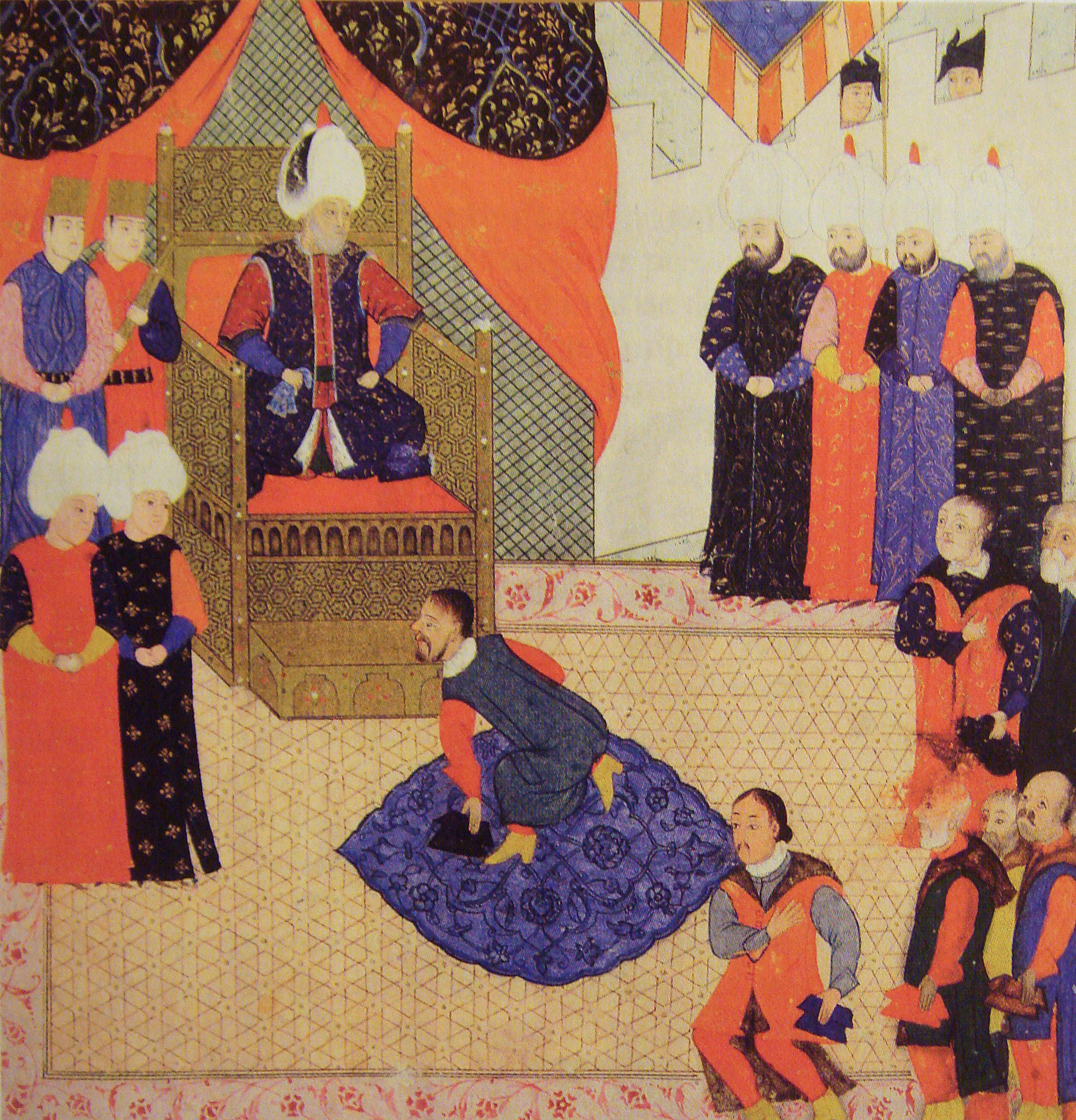
Le roi Jean II de Hongrie avec Soliman le Magnifique en 1556.

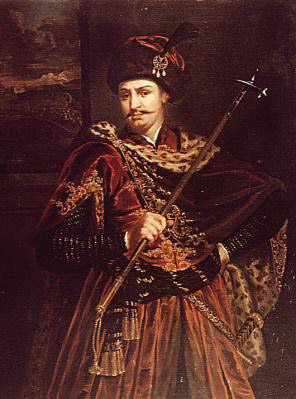
Le noble hongrois Imre Thököly (1657–1705) obtint une intervention ottomane pour l'aider à defendre les protestants contre les persécutions des Habsbourg catholiques.

En Europe centrale, particulièrement en Transylvanie, le régime ottoman tolérant toutes les religions, les communautés protestantes furent de fait protégées des persécutions catholiques inspirées par les Habsbourg. Au XVIe siècle, les Ottomans ont en particulier protégé les calvinistes en Transylvanie et en Hongrie, bien qu'une lourde taxation leur ait été appliquée. Soliman le Magnifique a plus particulièrement soutenu le roi Jean II de Hongrie, et lui a permis d'établir une Église unitarienne en Transylvanie. la fin du siècle, une large part de la population était devenue luthérienne ou réformée, et formera ultérieurement la base de l'Église réformée de Hongrie.
Au XVIIe siècle, les communautés protestantes sollicitent à nouveau l'aide des Ottomans contre les catholiques habsbourgeois. Lorsqu'en 1606, l'empereur Rodolphe II supprime la liberté religieuse, le prince István Bocskay (1558-1606) de Transylvanie, allié aux Turcs ottomans, obtient l'autonomie de la Transylvanie, y compris la garantie de la liberté religieuse dans le reste de la Hongrie pendant une courte période. En 1620, le prince protestant de Transylvanie Bethlen Gabor, craignant les politiques catholiques de Ferdinand II, demande un protectorat au sultan Osman II, afin que « l'Empire ottoman devienne le seul et unique allié de grande puissance que les États rebelles de Bohême pouvaient rassembler après avoir secoué la domination des Habsbourg et élu Frédéric V comme roi protestant ». Des ambassadeurs sont échangés : Heinrich Bitter se rend à Constantinople en janvier 1620 et Mehmed Aga à Prague en juillet 1620. Les Ottomans offrent à Frédéric une force de 60 000 cavaliers et prévoient d'envahir la Pologne avec 400 000 soldats en échange du paiement d'un tribut annuel au sultan. Les Ottomans battent les Polonais, qui soutiennent les Habsbourg dans la guerre de Trente Ans, à la bataille de Țuțora en septembre-octobre 1620, mais ne sont pas en mesure d'intervenir plus efficacement avant la défaite de la Bohême à la bataille de la Montagne-Blanche en novembre 1620.
À la fin du siècle, le noble hongrois Imre Thököly (1657–1705) sollicita et obtint une intervention ottomane pour l'aider à défendre les protestants hongrois contre les persécutions des Habsbourg catholiques. L'aide ottomane, sous le commandement du grand vizir Kara Mustafa, rit la forme de l'attaque, en 1683, de l'Empire Habsbourg par les Ottomans et à la bataille de Vienne.
Au XVIe siècle, la Hongrie était devenue presque entièrement protestante, avec d'abord le luthéranisme, puis peu après le calvinisme, mais à la suite de la politique de Contre-Réforme des Habsbourg, la partie occidentale du pays revint finalement au catholicisme, tandis que la partie orientale resta définitivement fortement protestante : "bien que les Habsbourg aient réussi à recatholiciser la Hongrie royale, à l'est de la Tisza, la Réforme est restée presque intacte dans l'esprit d'une coexistence pacifique entre les "trois nations reconnues" et du respect de leurs diverses croyances."
Les riches marchands saxons protestants de Transylvanie qui commerçaient avec l'Empire ottoman faisaient souvent don de tapis anatoliens à leurs églises comme décorations murales. Celles-ci étaient en accord avec leurs croyances au contraire des images de saints utilisées par les catholiques et les orthodoxes. Des églises comme l'église noire de Brașov conservent encore des collections de tapis.

### Relations anglo-persanes

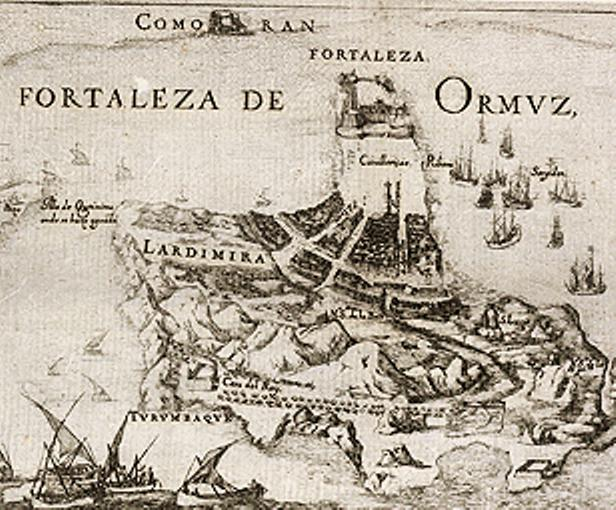
Les Anglais et les Perses se sont alliés contre les Portugais pour prendre Ormuz en 1622.

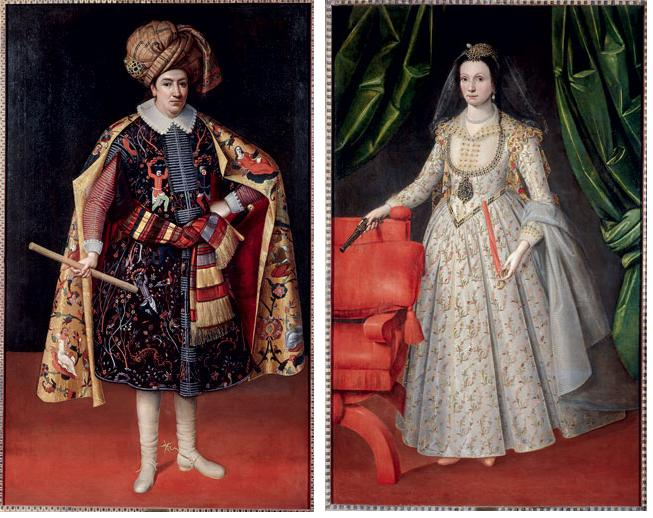
Robert Shirley et son épouse circassienne Teresia, vers 1624–1627.

À peu près à la même époque, l'Angleterre établit également des relations importantes avec la Perse. En 1616, un accord commercial est conclu entre Shah Abbas et la Compagnie britannique des Indes orientales et en 1622, "une force conjointe anglo-persane expulsait les commerçants portugais et espagnols du Golfe persique lors de la prise d'Ormuz. Par ailleurs, un groupe d'aventuriers anglais dirigé par Robert Shirley a joué un rôle clé dans la modernisation de l'armée perse et dans le développement de ses contacts avec l'Occident. En 1624, Robert Shirley conduira une mission diplomatique perse (en) en Angleterre afin d'obtenir des accords commerciaux.

### Dégradation des relations auXVIIIesiècle
Ces relations privilégiées entre le protestantisme et l'islam datent principalement des XVIe et XVIIe siècles. La capacité des nations protestantes à ignorer les interdictions papales, et donc à établir des relations commerciales et autres plus libres avec les pays musulmans et païens, peut en partie expliquer leur succès dans le développement de leur influence et de leurs marchés dans les régions précédemment découvertes par l'Espagne et le Portugal. Progressivement cependant, le protestantisme se consolide et devient moins dépendant de l'extérieur. Dans le même temps, la puissance de l'Empire ottoman s'affaiblit par rapport à son apogée du XVIe siècle, rendant les tentatives d'alliance et de conciliation moins pertinentes. Le traité de Karlowitz (1699) marque en particulier un tournant : défait par une coalition de puissances européennes, l'Empire ottoman cesse d'être la puissance dominante en Europe et ne représente plus une menace pour l'Autriche victorieuse.

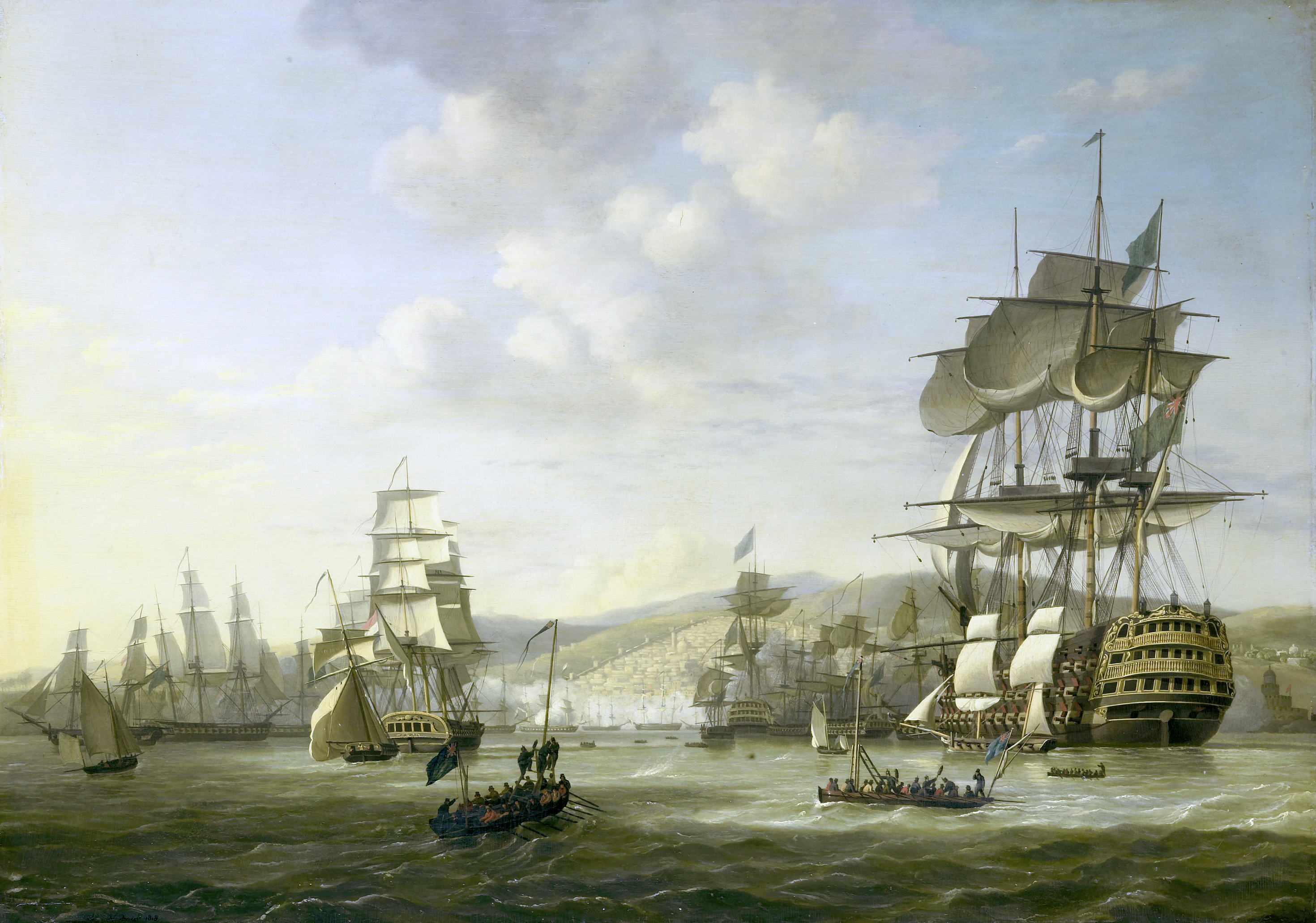
Le bombardement d'Alger par la flotte anglo-néerlandaise à l'appui d'un ultimatum visant à libérer les esclaves européens, en août 1816.

Les relations entre le protestantisme et l'islam tendent alors à devenir conflictuelles. L'activité des pirates barbaresques constitue en particulier un casus belli car des protestants sont capturés sur des navires de commerce ou des bateaux de guerre ou même lors de raids sur des villes côtières, en Irlande, aux Pays-Bas et au sud-ouest de la Grande-Bretagne, voire jusqu'à l'Islande au nord, et ces captifs sont réduits en esclavage par les pirates barbaresques. Dans certains cas, des colonies telles que Baltimore en Irlande ont été abandonnées à la suite d'un raid, et n'ont été réinvesties que de nombreuses années plus tard. Entre 1609 et 1616, l'Angleterre a perdu 466 navires marchands à cause des pirates barbaresques. Le théologien et orientaliste anglais Humphrey Prideaux publie en 1697 un traité hostile à l'islam et largement inexact, réimprimé à de multiples reprises et qui fera autorité pendant plus d'un siècle dans les milieux protestants anglophones, The True Nature of Imposture fully display'd in the Life of Mahomet (ou Life of Mahomet) en 1697. En 1698, ce livre est d'ailleurs traduit en français sous le titre La vie de Mahomet ou l'on découvre amplement la vérité de l'imposture. Cependant, en 1796, le Traité de Tripoli (entre les États-Unis d'Amérique et les sujets de Tripoli de Barbarie) précise encore « qu'aucun prétexte tiré des opinions religieuses ne pourra jamais produire une interruption de l'harmonie existant entre les deux pays. »

### XIXesiècleet période contemporaine
Au XIXe siècle, l'activité des pirates barbaresques incommode de plus en plus l'opinion européenne et américaine, d'autant plus qu'en sus de leurs activités de racket à l'encontre des navires, ils pratiquent le rapt de personnes et l'esclavage sont des notions associées à la barbarie pure et simple dans des sociétés qui sont en débat ou en cours de l'abolition de l'esclavage sur fond d'émergence des idées de Droits de l'homme. Les navires américains sont privés de la protection britannique depuis l'indépendance américaine et particulièrement exposés. Aussi entre 1801 et 1805, sous la conduite du président Thomas Jefferson, puis en 1815 avec le président américain James Madison, des flottes américaines de taille croissante sont-elles envoyées en Méditerranée pour obtenir des gouvernants barbaresques l'arrêt total de toute piraterie contre les intérêts américains. Ce sont au passage les premières aventures navales des États-Unis loin de leurs côtes et le premier débarquement de marines en terre étrangère. Ces épisodes colorent négativement l'image de l'islam aux États-Unis et jouent un rôle dans le développement de l'activité missionnaire américaine au Proche-Orient.
Au XIXe siècle, les missions protestantes, comme d'ailleurs les missions catholiques, se multiplient dans la foulée du développement économique des puissances occidentales, et plus encore après la fin de l'empire ottoman en 1918. Freinée par le tabou social et légal de la conversion, elles n'ont toutefois que des impacts modestes. Elles ont pour effet collatéral de susciter une réaction anti-missionnaire chez les musulmans, l'exemple le plus célèbre étant la création en 1926 en Égypte d'une YMMA (Young Men's Muslim Association, en arabe arabe : جمعية الشبان المسلمين, phon. Jama'at al Chubân al Muslimîn), étroitement calquée sur les YMCA (Young Men's Christian Association) où sera formé Hassan el-Banna, fondateur en 1928 de la Société des Frères musulmans. À ses débuts, cette organisation copie elle-même les méthodes des missionnaires protestants, par exemple en organisant dans les années 1930 des camps d'été pour jeunes qui reprenaient le principe des Vacation Bible Schools américaines. Son objectif anti-missionnaire lui attire rapidement une grande notoriété.
La radicalisation croissante due du conflit israélo-arabe conduit certaines missions américaines à fermer en 1966.
Aux États-Unis au XXe siècle, certains leaders protestants ont continué à dépeindre l'islam sous un jour extrêmement défavorable, le présentant comme « l'incarnation de la noirceur antichrétienne et de la tyrannie politique », d'une manière qui a contribué à construire par opposition une identité nationale américaine "moderne, démocratique et chrétienne". Parmi les leaders protestants célèbres qui ont critiqué l'islam, citons Pat Robertson, Jerry Falwell ou Franklin Graham,,. Ils suivent en cela une vision traditionnelle qui était celle de Prideaux.
D'autres pasteurs et missionnaires comme Colin Chapman ou Greg Livingstone sont en revanche favorables au dialogue interreligieux,. Une université théologique protestante à vocation anciennement missionnaire, l'Université internationale de Hartford pour la religion et la paix a développé une spécialité de dialogue interreligieux respectueux, particulièrement axé sur le dialogue entre chrétiens et musulmans.
Le développement missionnaire tant islamique que protestant évangélique reste source de concurrence voire de frictions. On estime qu'il y a en France environ 20000 convertis du christianisme à l'islam et environ le même nombre de musulmans convertis au christianisme, même si ces derniers restent en général discrets pour éviter les conflits familiaux ou sociaux avec leur environnement musulman, la conversion au christianisme y étant vécue, et parfois punie, comme une apostasie.

## Similitudes entre le protestantisme et l'islam sunnite
Outre les croyances proprement dites, il existe de nombreuses similitudes dans les perspectives et les attitudes face à la foi en particulier entre le protestantisme et, l'islam, en particulier l'Islam sunnite) : le refus des images (ou iconoclasme), les tendances au fondamentalisme, le rejet du mariage en tant que sacrement, le rejet de la pénitence nécessaire par les prêtres et le rejet des ordres monastiques.

### Croyances communes
Les croyances communes sont nombreuses : 
- L'islam incorpore les traditions juives et chrétiennes, reconnaissant le même Dieu, les prophètes hébreux et définissant Jésus - ʿĪsā - comme un prophète, ce qui lui permet de se revendiquer comme la plus accomplie des religions du livre.
- Une grande partie du Coran est composée de récits impliquant des personnages de la Bible ou des évangiles. Les versions présentées dans le Coran diffèrent cependant parfois notablement de celles de la Bible en ce qu’elles font souvent référence à des écrits apocryphes et des légendes juives ou chrétiennes de l’Antiquité tardive. Certains récits peuvent aussi être évoqués de manière allusive[76].
- Jésus est un personnage majeur dans le Coran : il est dit être le verbe et l’esprit de Dieu, enfanté par de Marie, la seule femme dont le nom soit mentionné dans le Coran, qui précise qu'elle était vierge lors de la naissance de son fils. Jésus est aussi le seul prophète à recevoir une révélation dès le berceau[76].

En revanche, le Coran ne reconnaît pas à Jésus une nature divine, mais le compare à Job ou à Jonas, qui sont des personnages mineurs. Par suite, l'islam ne reconnaîtra aucun des dogmes chrétiens qui cherchent à formuler la double nature de Jésus ou la trinité, qui en découle. La notion de trinité fait toutefois difficulté également chez certains chrétiens, dit unitariens, et chez certains protestants libéraux, parmi lesquels on note la figure d'Albert Schweitzer.
Le rapport à l’Écriture sainte est théoriquement différent : le dogme orthodoxe sunnite d'un Coran incréé implique une comparaison avec ce que représente la personne de Jésus-Christ pour les chrétiens : la matérialisation de la parole de Dieu sur terre. « Le Coran est la Parole d’Allah, Sa Révélation et Sa Lumière. Il n’est pas créé, car le Coran provient d’Allah, et ce qui provient d’Allah n’est pas créé. » rappelle un site internet islamique. « Je crois en un seul Seigneur, Jésus Christ, le Fils unique de Dieu, né du Père avant tous les siècles : Il est Dieu, né de Dieu, lumière, née de la lumière, vrai Dieu, né du vrai Dieu, engendré non pas créé, consubstantiel au Père... » dit le symbole de Nicée-Constantinople. Dans ces conditions le rôle du prophète Muhammad dans l'islam est le même que celui de Marie dans le christianisme : leur rôle est d'apporter la parole de Dieu dans le monde. En pratique cependant, les deux religions partagent la même culture du livre.

### Fondamentalisme
L'islam et le protestantisme ont en commun d'être tous deux fondés sur une référence directe du croyant aux écritures, la Bible pour le protestantisme et le Coran pour l'islam, en l’absence d'une autorité centrale normative. Le catholicisme, quant à lui, analyse, formalise et diffuse le savoir par le biais de la structure de l'Église, appelée à préciser graduellement la révélation et à écarter les interprétations déviantes. La possibilité d'une réinterprétation populaire des écritures par des éléments radicaux ouvre la porte à divers fondamentalismes. Le terme « fondamentalisme » a été utilisé pour la première fois en Amérique dans les années 1920, pour décrire « l'aile consciemment anti-moderniste du protestantisme ».
Les fondamentalismes islamiques et protestants ont également tendance à être très normatifs en ce qui concerne les comportements des individus : « Le fondamentalisme religieux dans le protestantisme et l'islam est très concerné par les normes entourant le genre, la sexualité et la famille », bien que le fondamentalisme protestant tende à se concentrer sur le comportement individuel, alors que le fondamentalisme islamique tend à développer des lois pour la communauté.
La tendance la plus notable du fondamentalisme islamique, le salafisme, est basée sur une lecture littérale du Coran et de la Sunna sans s'appuyer sur les interprétations des philosophes musulmans, rejetant la nécessité du Taqlid pour les savants reconnus.
Le protestantisme fondamentaliste est similaire, dans la mesure où les « traditions des hommes » et les Pères de l'Église sont rejetés en faveur d'une interprétation littéraliste de la Bible, qui est considérée comme inerrante. Les fondamentalistes islamiques et les fondamentalistes protestants rejettent généralement l'interprétation contextuelle.
Une autre similitude avec le protestantisme et le salafisme est la critique de la vénération des saints et de la croyance dans le pouvoir des reliques et des tombes, et l'accent mis sur la prière à Dieu seul.

### La représentation de Dieu
Le rejet des images dans le culte est un point commun au protestantisme et à l'islam, très tôt identifié comme en témoigne la correspondance entre Élisabeth Ire d'Angleterre et ses homologues de l'Empire ottoman. C'est également un point développé par Martin Luther dans son Sur la guerre contre le Turc, dans lequel il fait l'éloge de l'Ottomans pour son iconoclasme rigoureux :

« La sainteté des Turcs tient aussi au fait qu'ils ne tolèrent aucune image et sont même plus saints que nos destructeurs d'images. En effet, nos destructeurs tolèrent, et sont heureux d'avoir, des images sur les gulden, les groschen, les bagues et les ornements ; mais le Turc ne tolère rien de tout cela et n'appose que des lettres sur ses pièces de monnaie. »

— De la guerre contre les Turcs 1529 Martin Luther
C'est également un point commun avec le judaïsme, en conformité avec les prescriptions des Dix commandements : « Tu ne te feras point d'image taillée, ni de représentation quelconque des choses qui sont en haut dans les cieux, qui sont en bas sur la terre, et qui sont dans les eaux plus bas que la terre. »

### «Protestantisme islamique» (ou libéralisme)
Certaines tendances du renouveau musulman ont été décrites comme un « protestantisme islamique ». En effet, l'islam libéral s'intègre dans le courant du libéralisme théologique comme ce fut le cas des autres monothéismes au tournant du XIXe siècle et XXe siècle. Il s'approprie des disciplines historiques et critiques concernant les origines de l'islam et du Coran. Il implique aussi une volonté de réforme de l'islam concernant un certain nombre de sujets sociaux et sociétaux, qui semblent tabous dans les sociétés islamiques, comme le sont respectivement la place des femmes ou les relations de la religion et de l'État.

### Vitalité
Bien que leur approche de la société civile soit différente, l'islam et le protestantisme évangélique partagent une vitalité commune dans le monde moderne : « Les deux mouvements religieux les plus dynamiques du monde contemporain sont ce que l'on peut appeler grossièrement le protestantisme populaire et l'islam résurgent. »

### En français
- Pierre-Olivier Léchot, Luther et Mahomet. Le protestantisme d’Europe occidentale devant l’islam. xvie-xviiie siècles, Éditions du Cerf, 2021, 564 p. (ISBN 9782204140843)
- Fatiha Kaouès, Convertir le monde arabe, l'offensive évangélique, CNRS Editions, 2018 (ISBN 9782271116048)
- Alain Joblin et Olivier Rota, Islam et protestantisme : convergences et divergences, Les Indes savantes, 2019, 164 p. (ISBN 9782846545082)

### En anglais
- Mehmet Karabela, Islamic Thought Through Protestant Eyes, New York: Routledge, 2021 (ISBN 978-0367549541)
- Jonathan Burton, Traffic and Turning: Islam and English Drama, 1579-1624, Newark, University of Delaware Press, 2005 (ISBN 978-0-87413-913-6)
- Daniel Goffman, The Ottoman Empire and Early Modern Europe, Cambridge, U.K., Cambridge University Press, coll. « New approaches to European history », 2002 (ISBN 978-0-521-45280-9, lire en ligne )
- Jack Goody, Islam in Europe, Cambridge, UK, Polity Press, 2004 (ISBN 978-0-7456-3192-9)
- Karen Ordahl Kupperman, The Jamestown Project, Cambridge, Massachusetts, Belknap Press of Harvard University Press, 2007 (ISBN 978-0-674-02474-8, lire en ligne)
- Geoffrey Parker et Lesley M. Smith, The General Crisis of the Seventeenth Century, London, Routledge & Kegan Paul, 1978 (ISBN 978-0-7100-8865-9, lire en ligne)
- Allardyce Nicoll, Shakespeare Survey With Index 1-10, Cambridge University Press, 2002 (ISBN 978-0-521-52347-9)
- Benjamin Schmidt, Innocence Abroad: The Dutch Imagination and the New World, 1570-1670, Cambridge, UK, Cambridge University Press, 2001 (ISBN 978-0-521-80408-0)